# Johann Abraham Mayer
Johann Abraham Mayer (* 25. Januar 1684 in Wittenberg; † 1. März 1726 in  Greifswald) war ein deutscher Mediziner.

## Leben und Wirken
Johann Abraham Mayer war der Sohn von Johann Friedrich Mayer und seiner Frau Catharina Sabina Welsch. In seinen Kinder- und Jugendjahren erhielt er Unterricht von Johann Philipp Palthen, Johann Albert Palthen und Gregor Langemak. 1701 bezog er die Universität Greifswald und begann sein Studium der Medizin unter der Leitung von Caspar March. In den folgenden Jahren schrieb er sich auch an anderen Universitäten zum Studium ein. So 1702 in Kiel, im Herbst 1704 in Rostock, 1707 wieder in Greifswald und ein Jahr darauf in Leipzig. Anschließend zog es Mayer ins Ausland, genauer gesagt in die Niederlande, wo er 1710 an der Universität Utrecht zum Doktor der Arzneygelehrsamkeit promoviert wurde.
1710 wählte man ihn zum Adjunkten der Medizinischen Fakultät an der Universität Greifswald, jedoch hielt er sich die meiste Zeit in Berlin auf. 1716 erhielt er eine ordentliche Professur der Medizin. 1720 wurde er zum Rektor der Hochschule gewählt.
1710 heiratete er Barbara Catharina Balthasar (1697–1750), die Tochter des Greifswalder Rechtsgelehrten Jakob Balthasar (1652–1706). Gemeinsam hatten sie neun Kinder.